# Vor Frue kloster

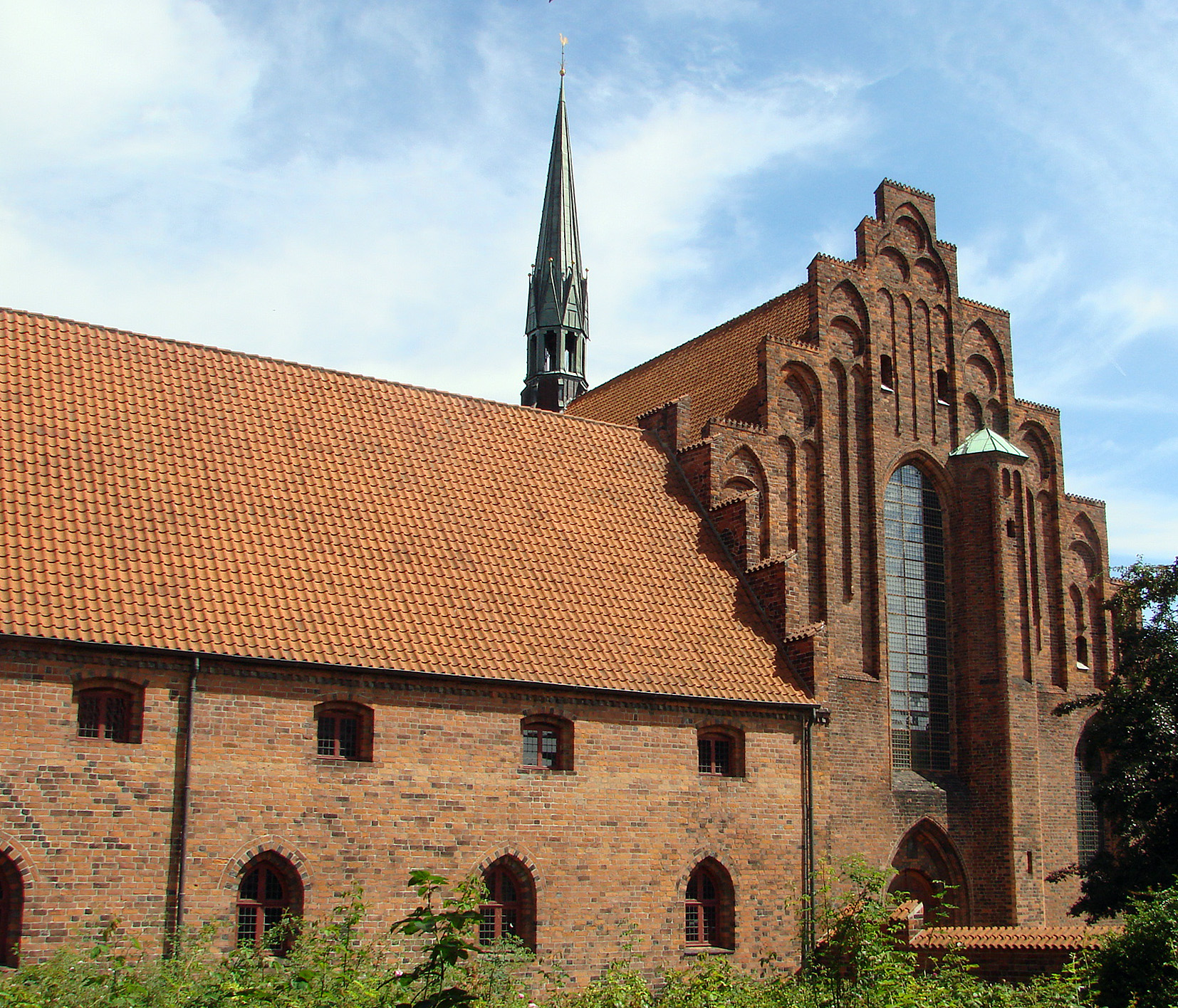
Sankt Mariae Kirke.

Sankt Mariæ Kirke utgör den sydliga flygeln av Vor Frue Kloster i Helsingör, som blev stiftat av Erik av Pommern och byggt av Karmelitorden omkring 1430, kort efter Öresundstullens införande. Det fyrlängade klostret från medeltiden är det bäst bevarade i Danmark, även om de äldsta byggnaderna blev ödelagda av en brand 1450. 
Efter reformationen låg kyrkan först öde, och blev utnyttjad som resestall. Man var på väg att riva ned den, men då det fanns många utlänningar i staden, överlät Fredrik II den till den tysk-nederländska församlingen. Klostret blev 1541 av Kristian III överlämnad till ett hospital, som genom arv och gåvor blev en rik stiftelse.

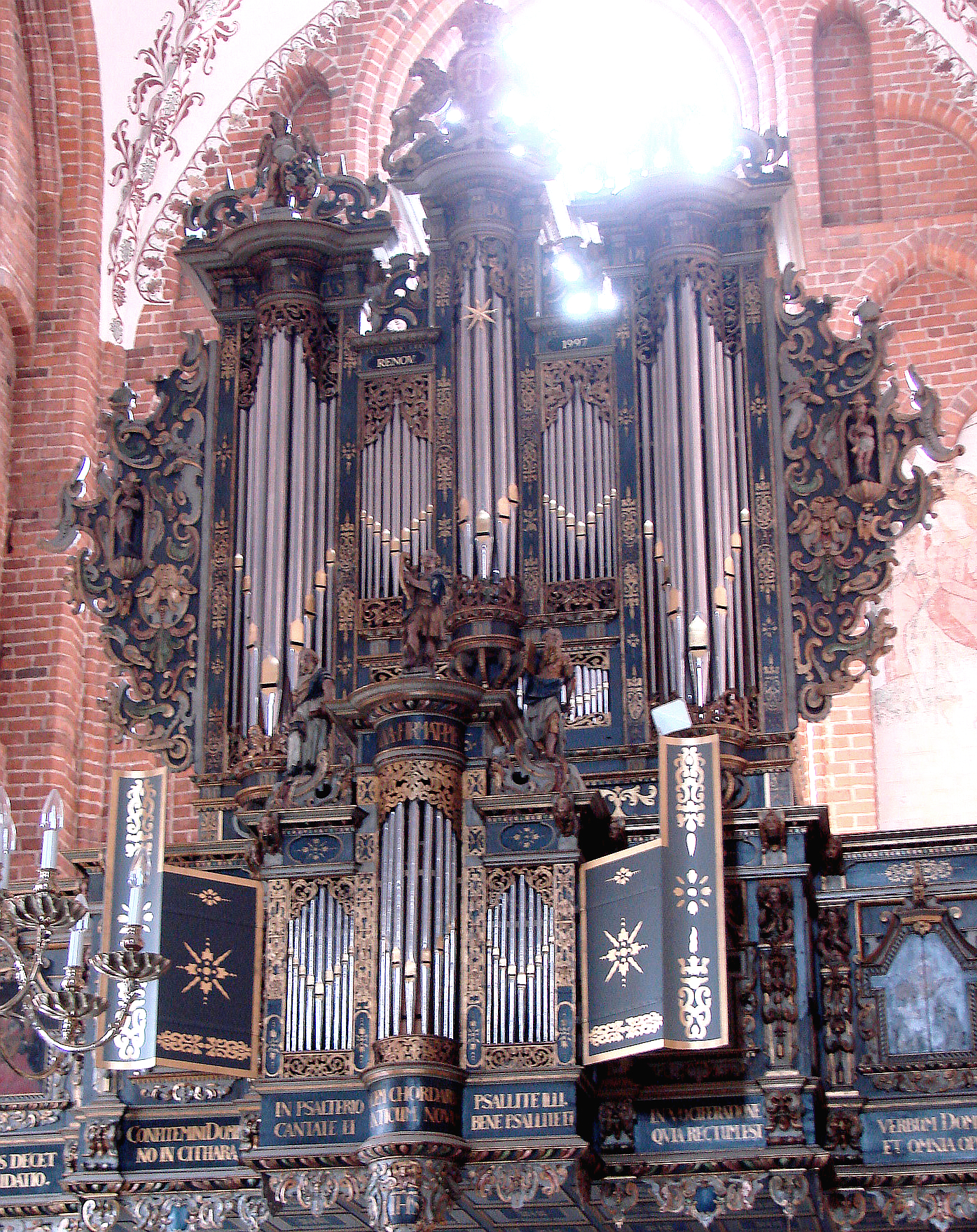
Orgeln.

Orgelfasaden är från Johan Lorentz den äldres orgel från 1634-36. Det nuvarande orgelverket är från 1997, byggt av Marcussen & Søn. Kompositören Diderik Buxtehude var kyrkans organist 1660-68.
Klostret blev genomrenoverad 1900-07 under ledning av arkitekten H.B. Storck. Kyrkans kalkmålningar blev restaurerade 1992.

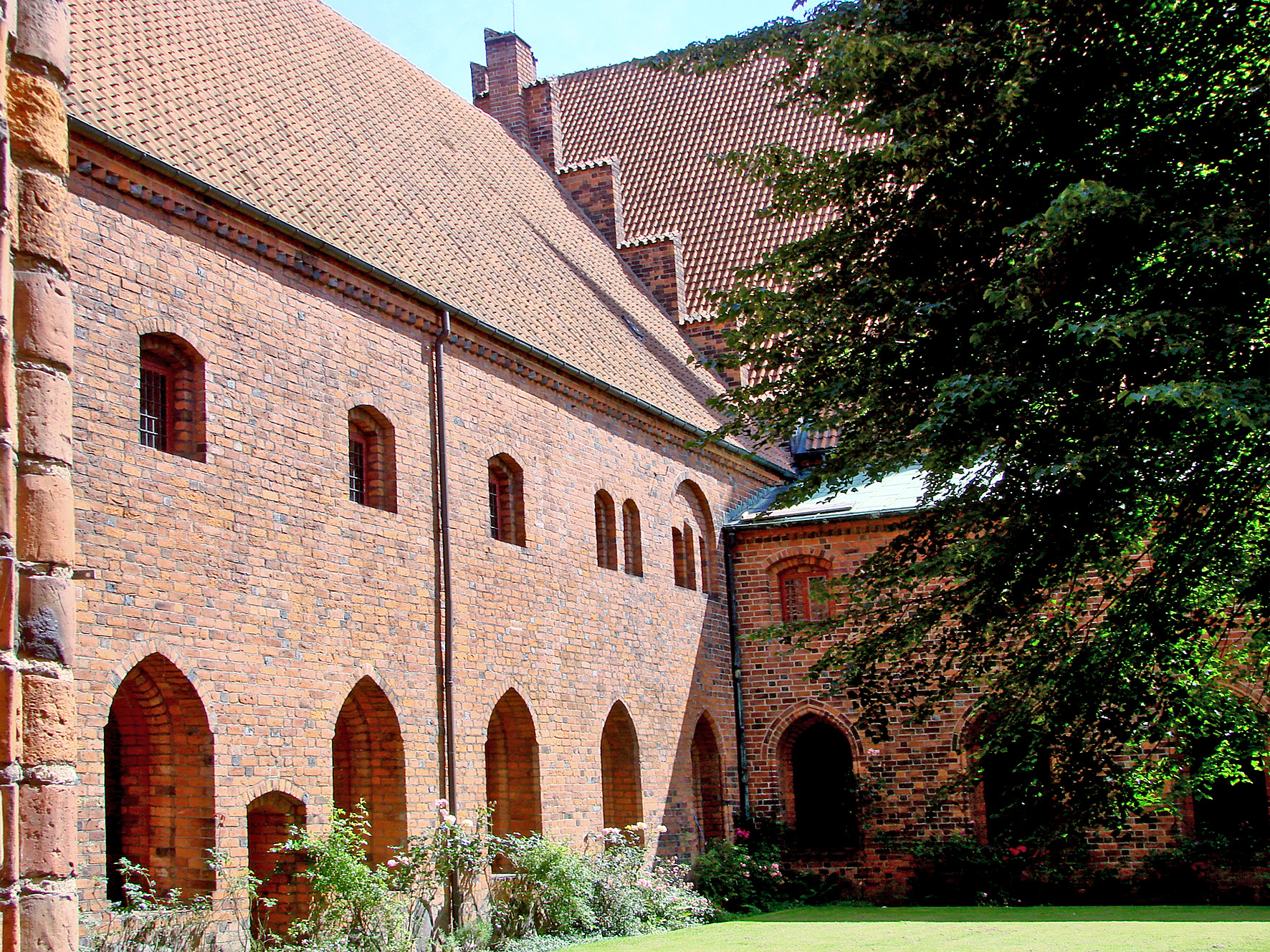
Klostergården
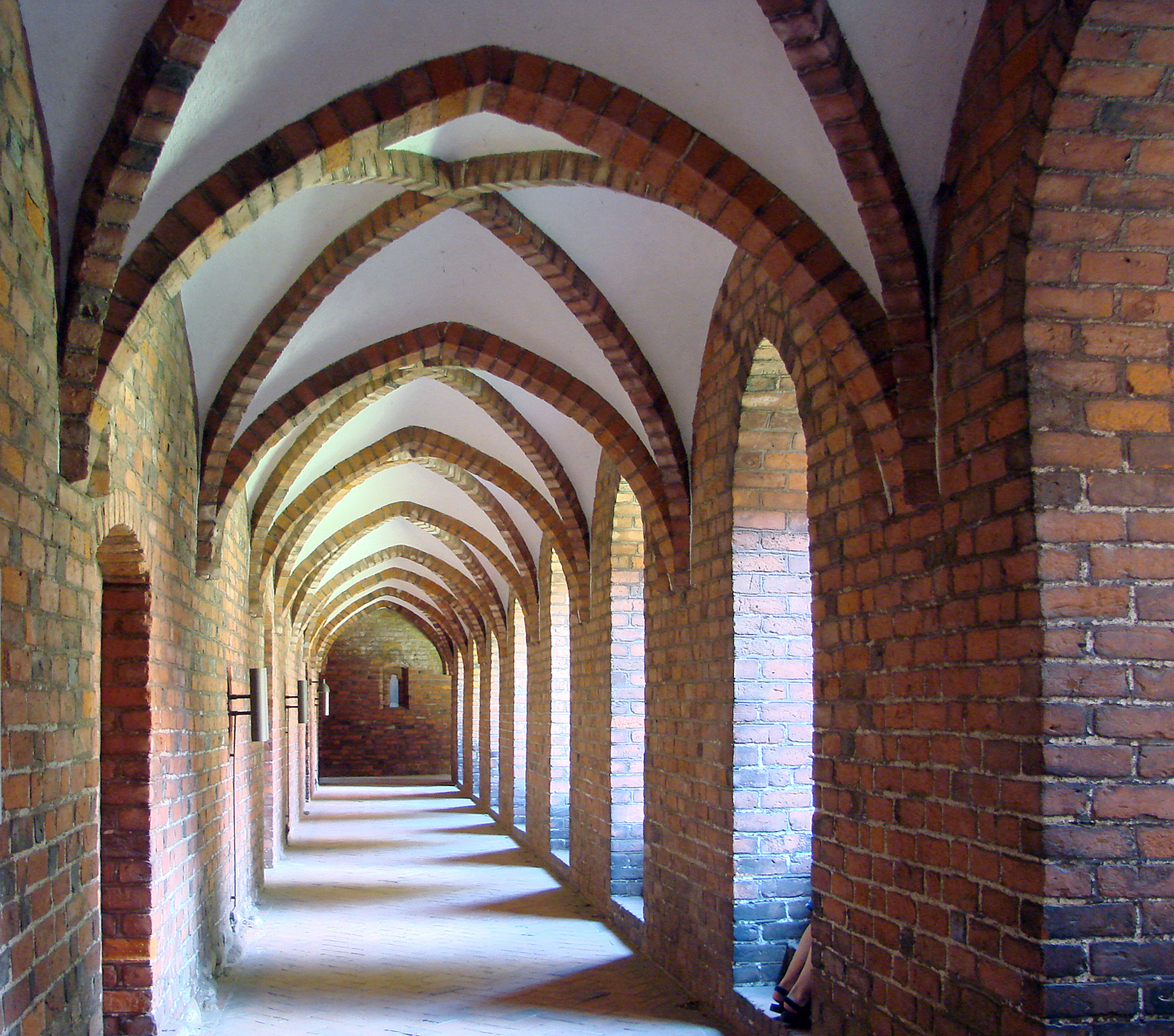
Klostergången
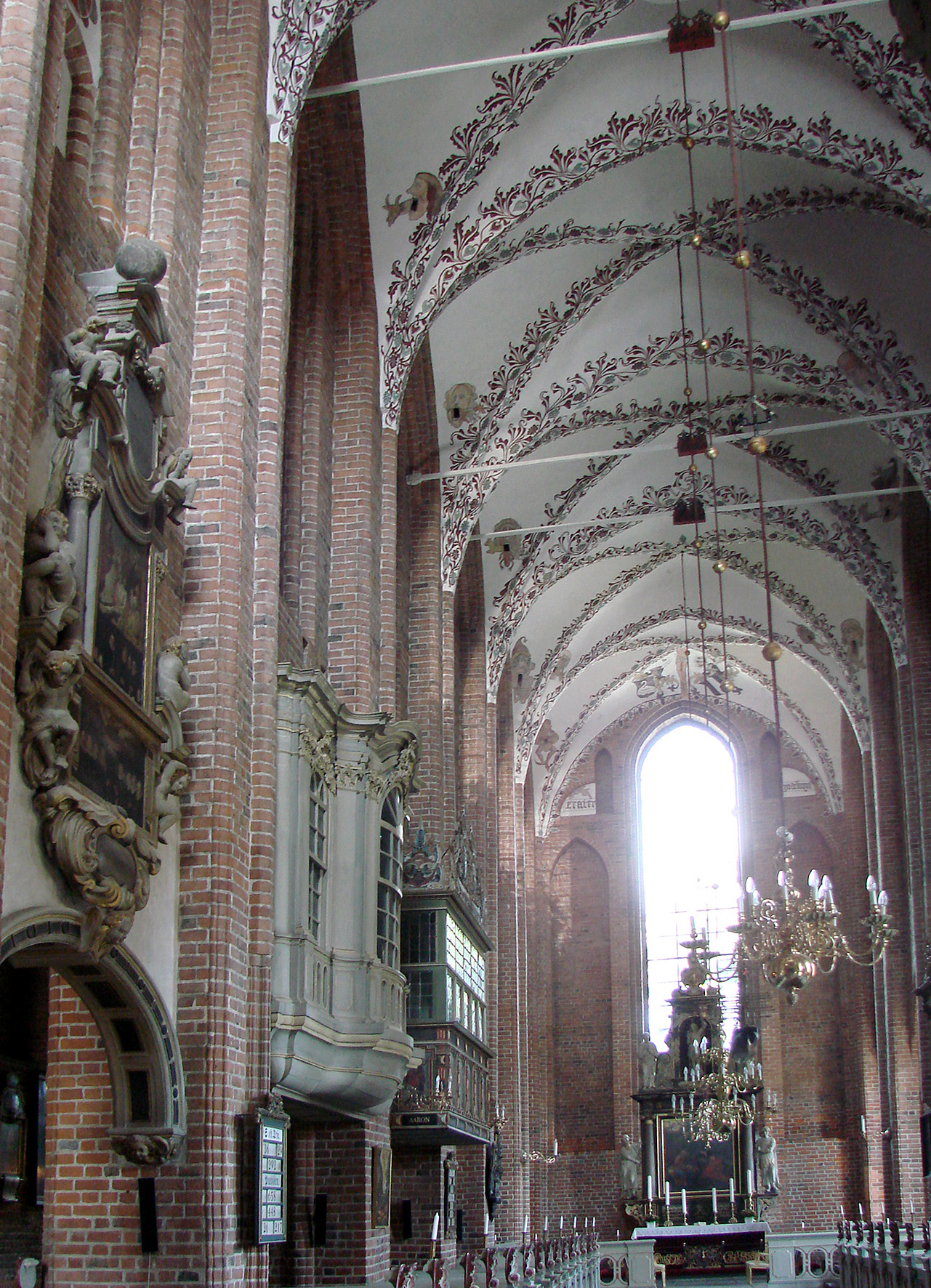
Mittskeppet
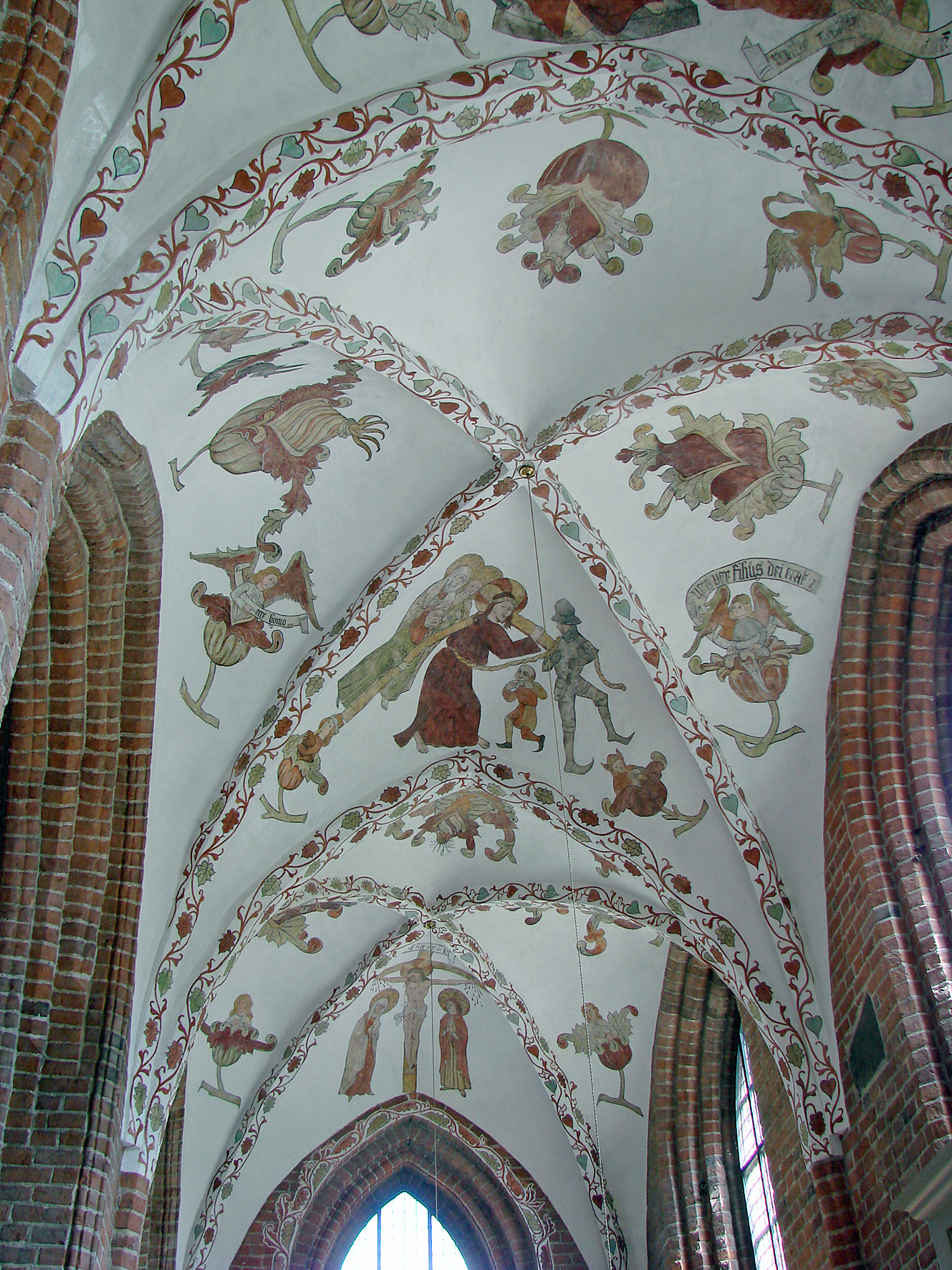
Kalkmålningar
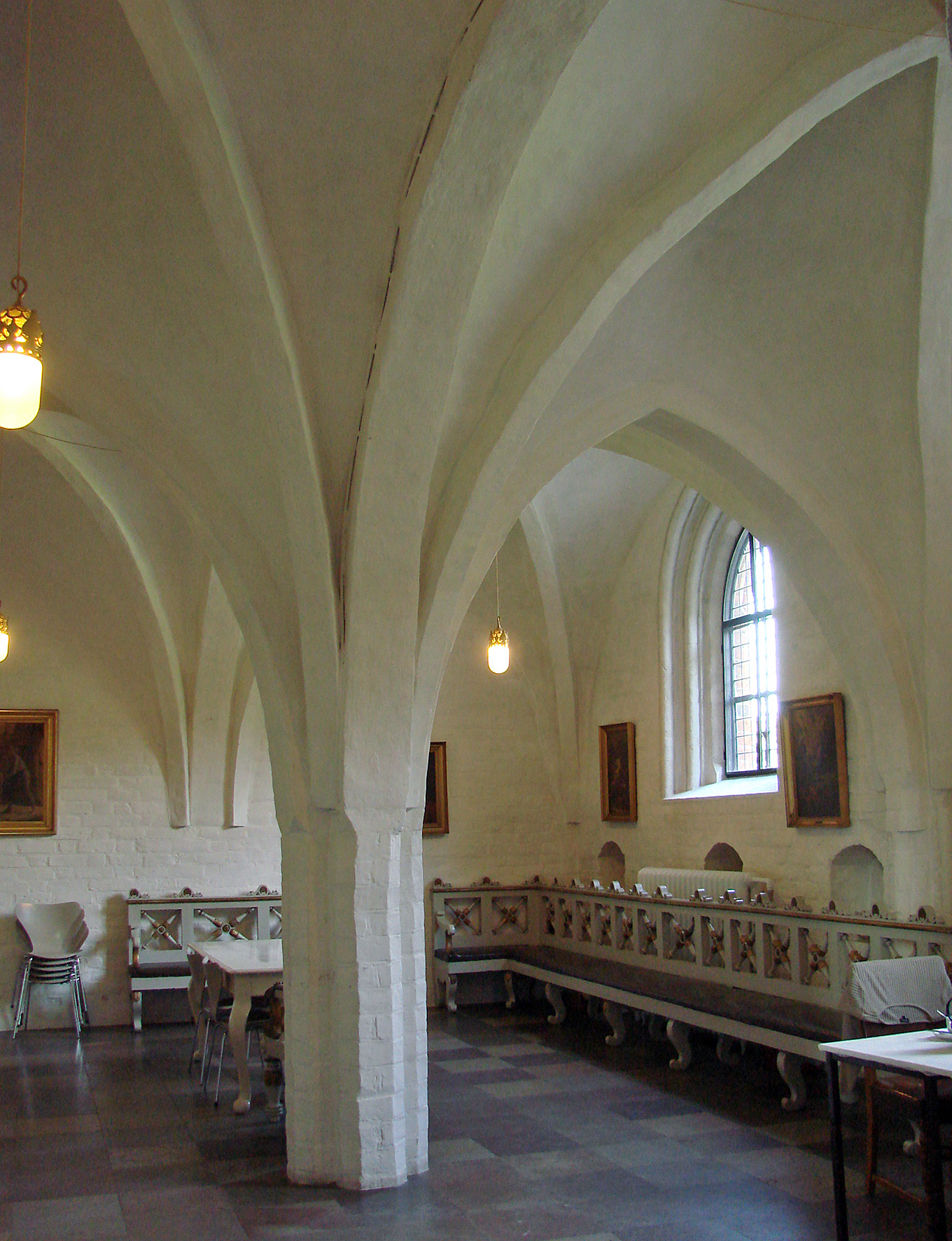
Sakristia
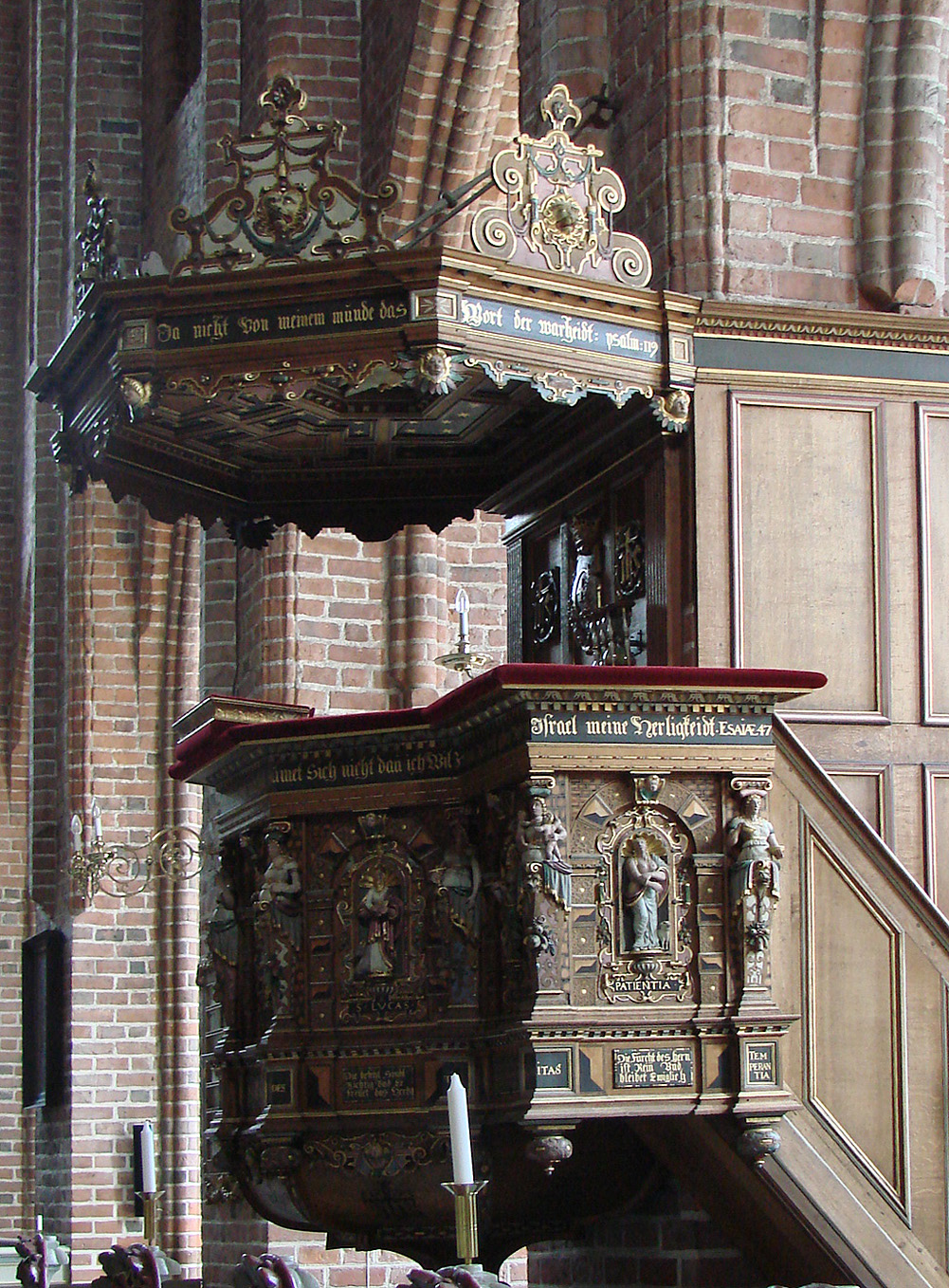
Predikstol från 1597 av Tyge Snedker
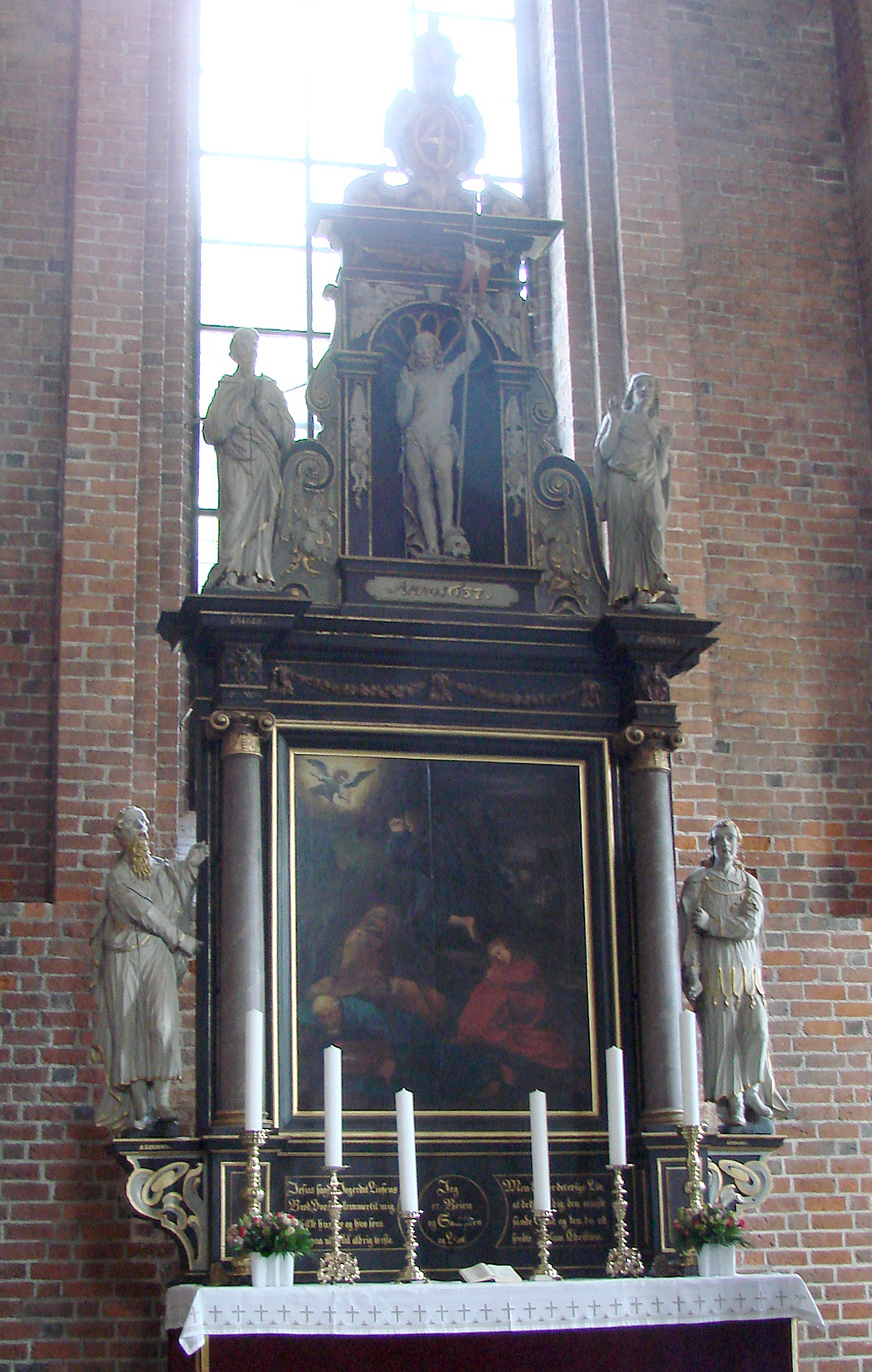
Altartavla från 1637